# Cucullia sonchi
Cucullia sonchi là một loài bướm đêm trong họ Noctuidae.